# Iglesia católica en Catar

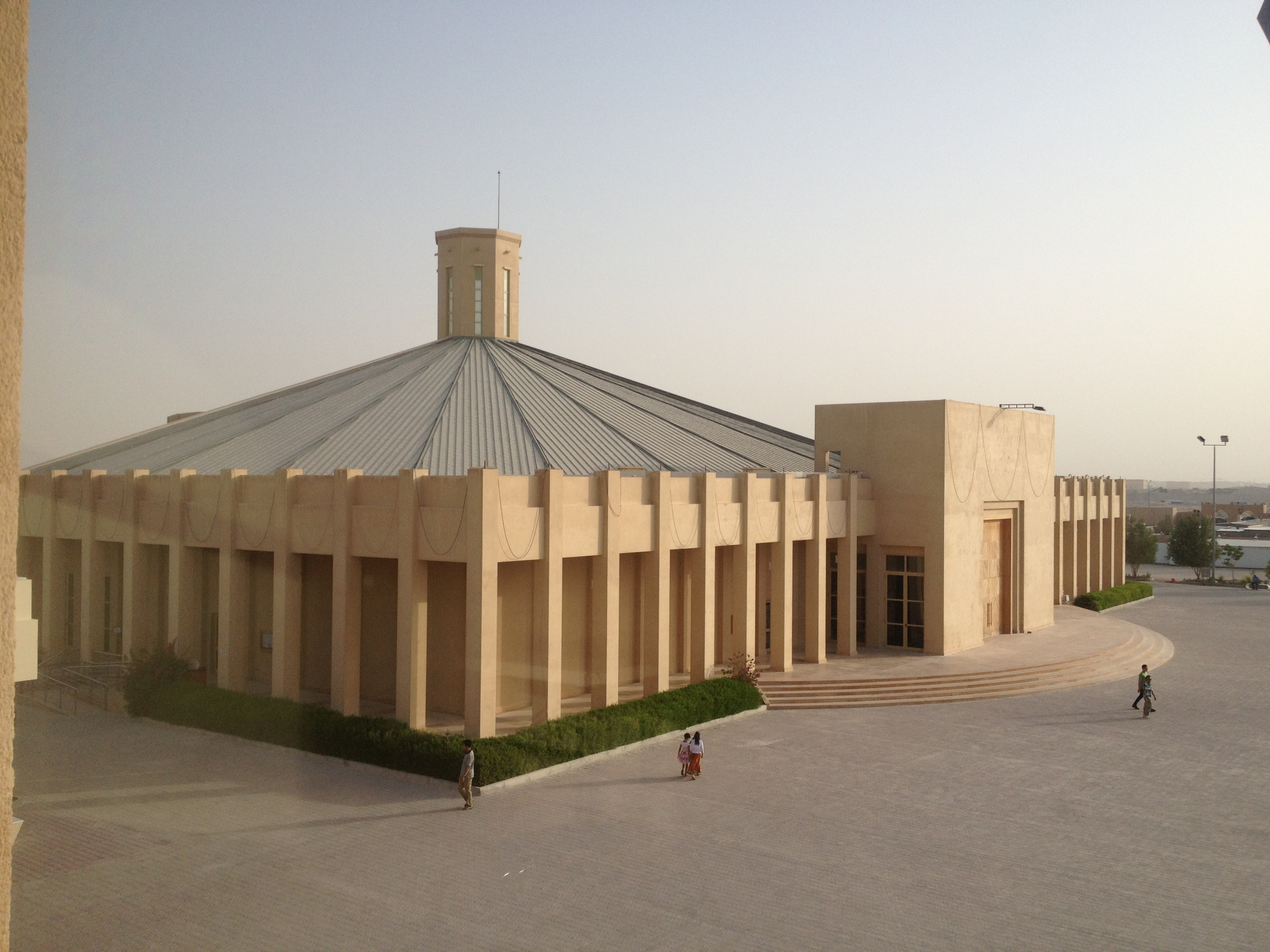
Iglesia Católica de Nuestra Señora del Rosario (Doha)

La Iglesia católica se encuentra presente en Catar, donde cuenta con unos 200 000 fieles, la mayoría de los cuales son trabajadores expatriados de Filipinas, Líbano, India, Sudamérica y Europa. Catar forma parte del vicariato apostólico de Arabia del Norte. 
La Iglesia de Nuestra Señora del Rosario, es la principal iglesia católica situada en Catar, y también la primera en un emirato árabe musulmán,  en la capital, Doha, el 14 de marzo de 2008. La construcción de la iglesia costó 15 millones de  dólares y recibió contribuciones de católicos en toda la Península Arábiga. Anteriormente, los católicos y otros cristianos se limitaban a reuniones de grupos informales en los hogares.